# Докторенко, Андрей Николаевич
Андре́й Никола́евич Докторе́нко (укр. Андрій Миколайович Докторенко; 26 марта 1980, Пирятин) — украинский военнослужащий, старший лейтенант, участник российско-украинской войны. Герой Украины (2023).

## Биография
Андрей Докторенко родился 26 марта 1980 года в городе Пирятин, Полтавская область. После окончания 9 классов школы № 4 поступил в Березоворудский техникум, а затем — в Киевский национальный аграрный университет. Работал в Пирятинском отделе полиции.
19 апреля 2022 года был мобилизован в 66-ю отдельную механизированную бригаду. С июля 2022 года выполняет боевые задачи на территории Донецкой и Луганской областей.

## Награды
- Звание «Герой Украины» с удостоением ордена «Золотая Звезда» (29 сентября 2023) — за личное мужество и героизм, проявленные в защите государственного суверенитета и территориальной целостности Украины, верность военной присяге.